# Biserica medievală din Micăsasa
Biserica medievală din Micăsasa este un monument istoric aflat în centrul satului Micăsasa, comuna Micăsasa, județul Sibiu.
Lăcașul este folosit o parte ca biserică reformată și altă parte ca biserică romano-catolică. Mijlocul bisericii (fosta navă) se află în stare de ruină.

## Descriere
În corul bisericii medievale (actuala parte catolică a edificiului) se păstrează bolta pe ogive, tabernacolul și sedilia, toate caracteristice stilului gotic.

## Imagini din exterior

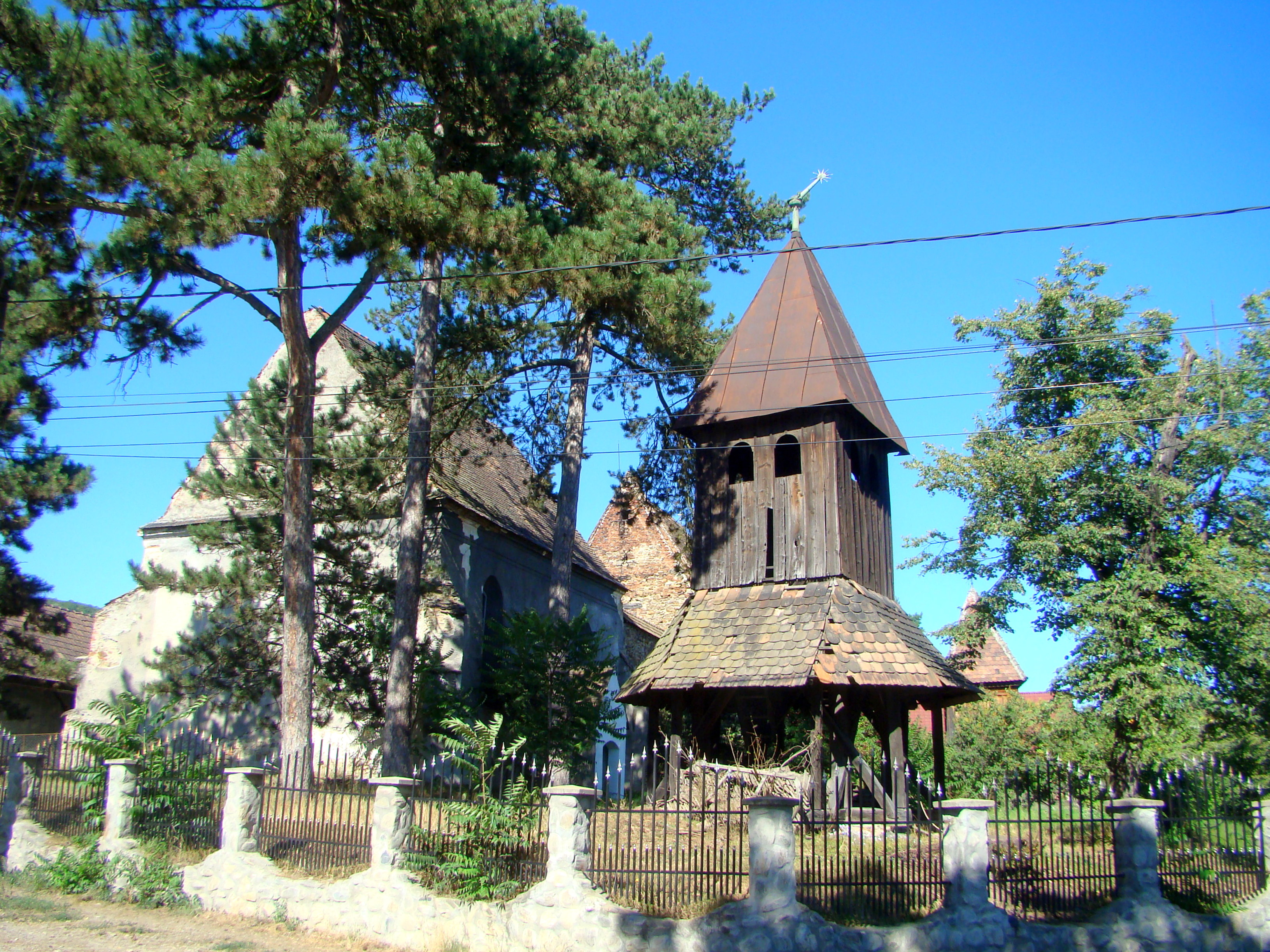
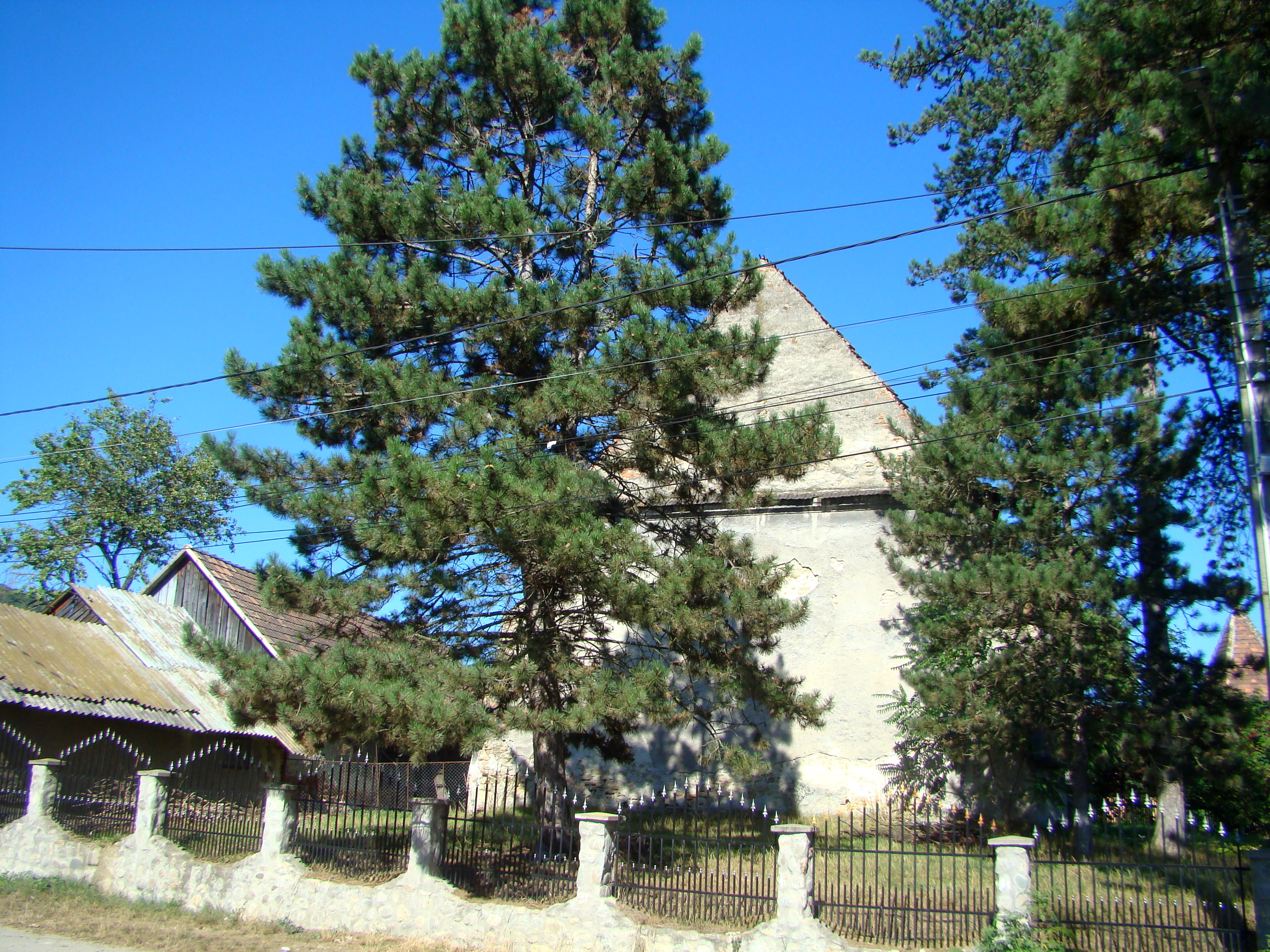
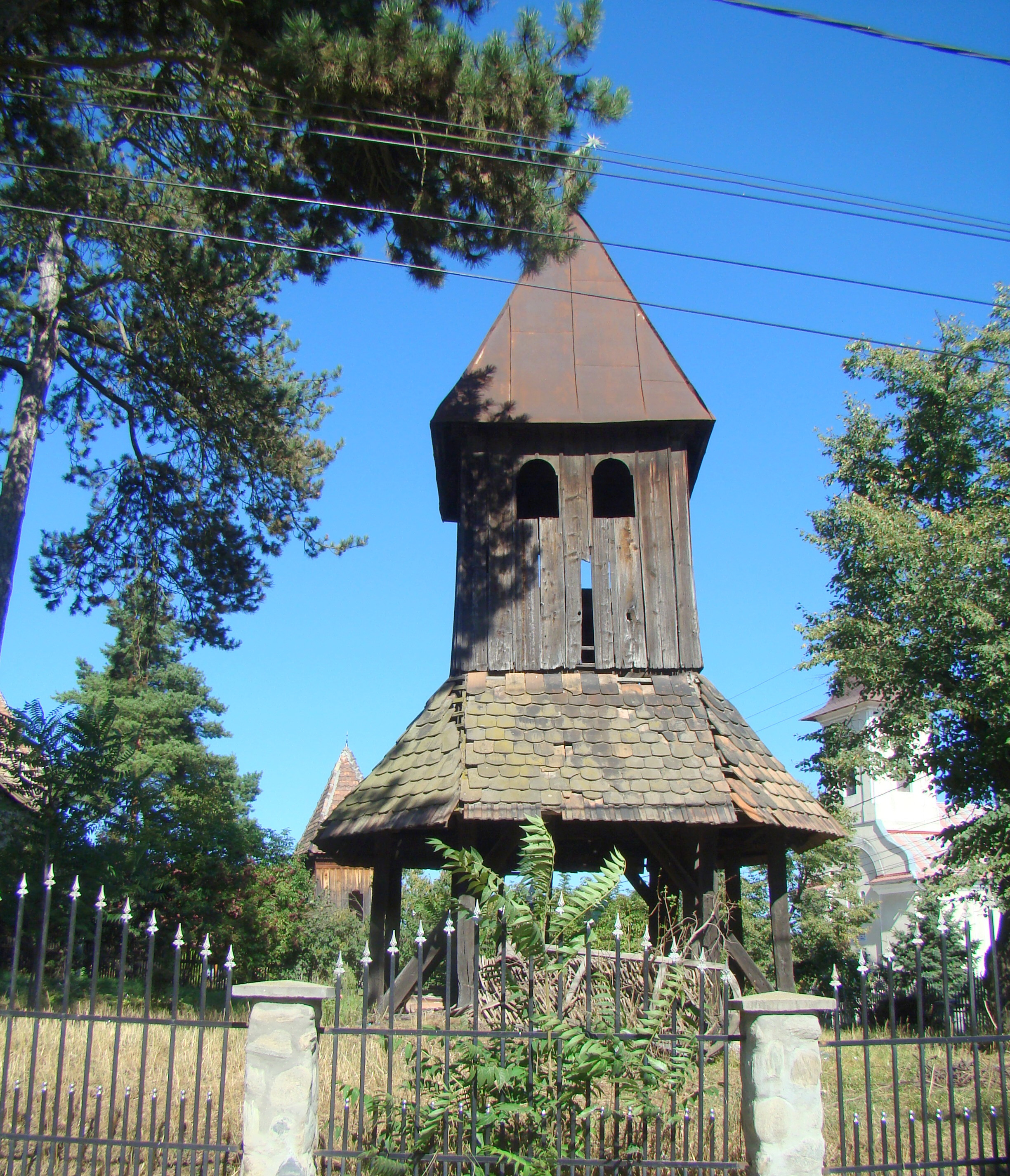
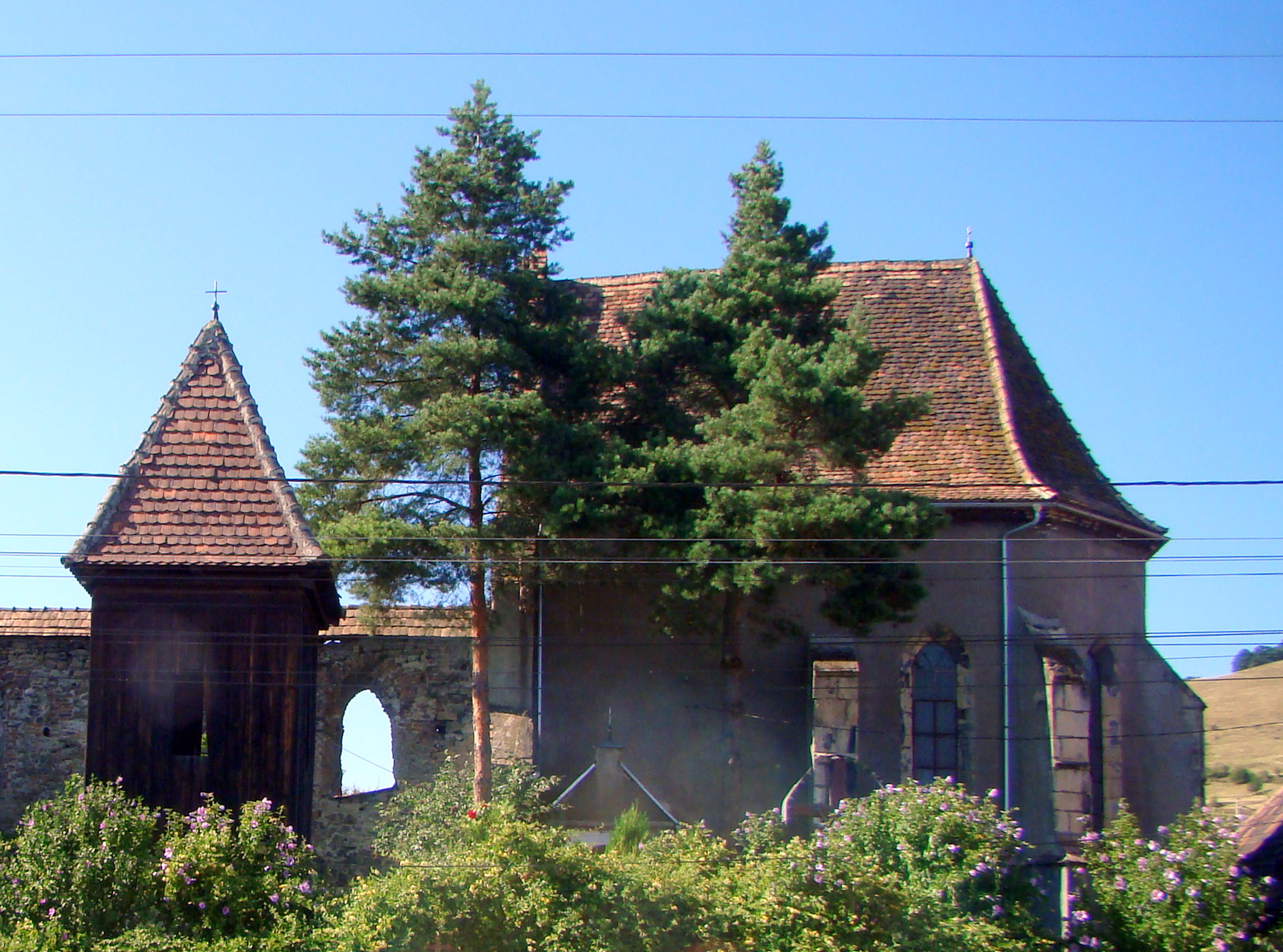
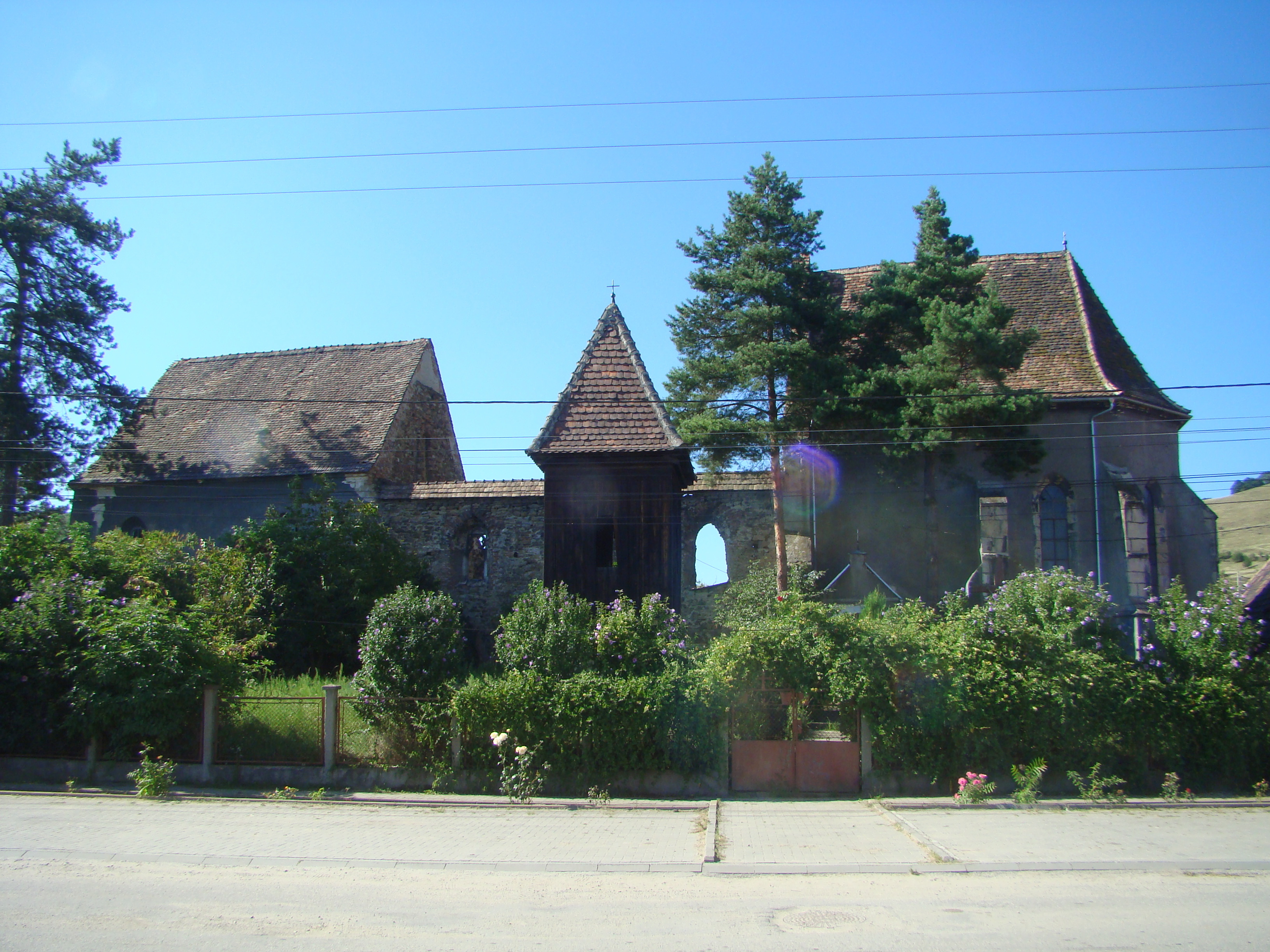
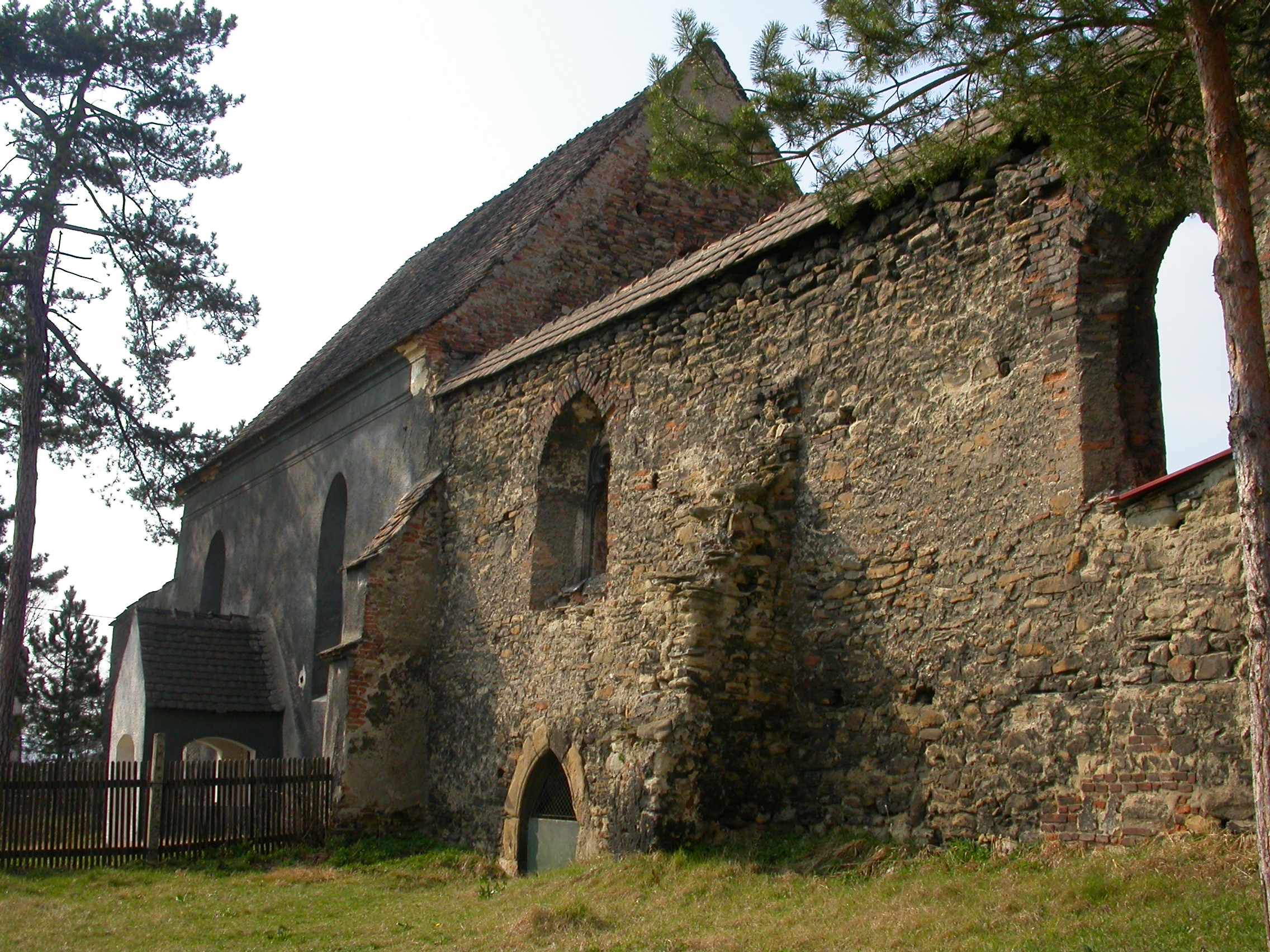
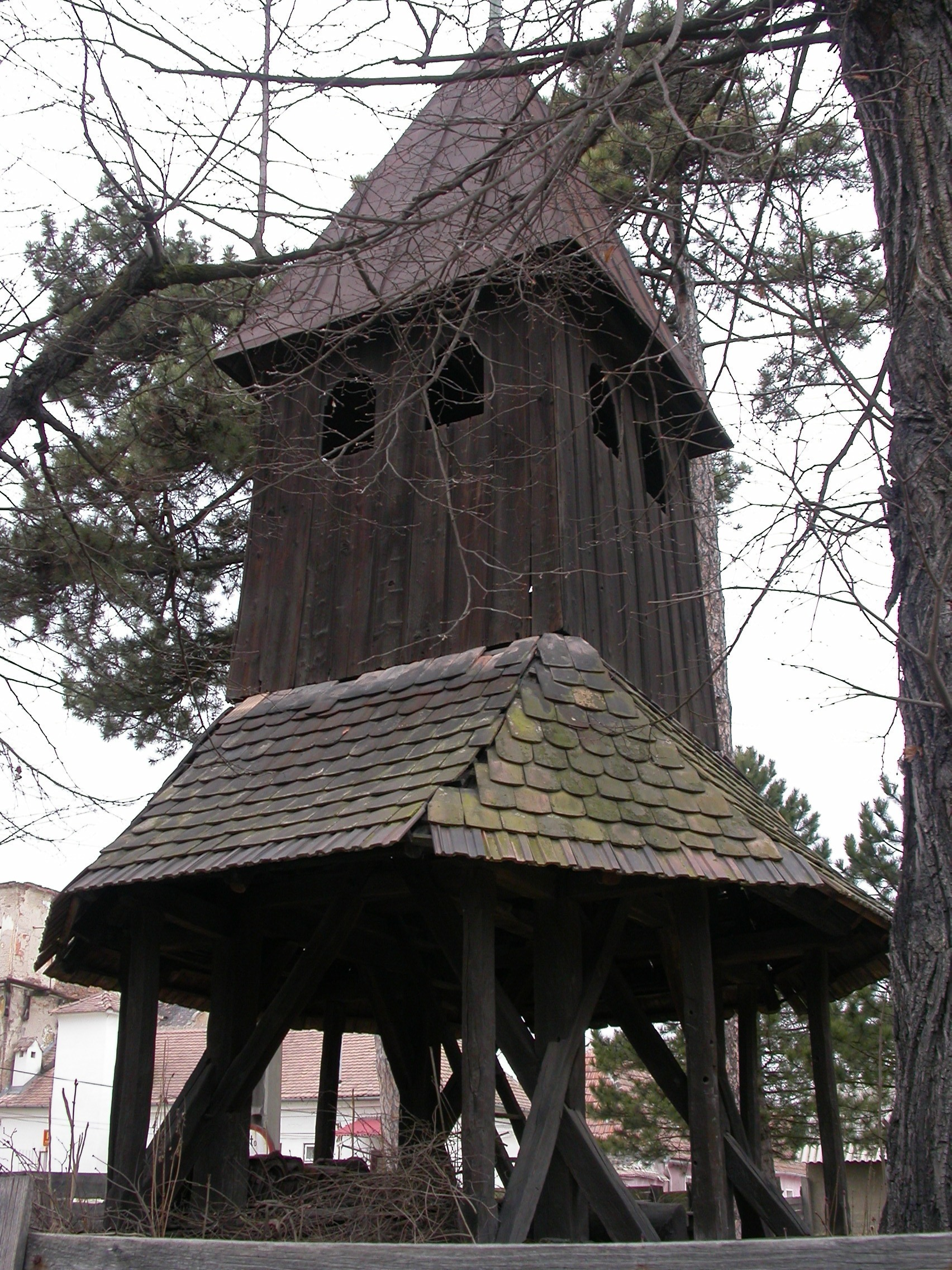
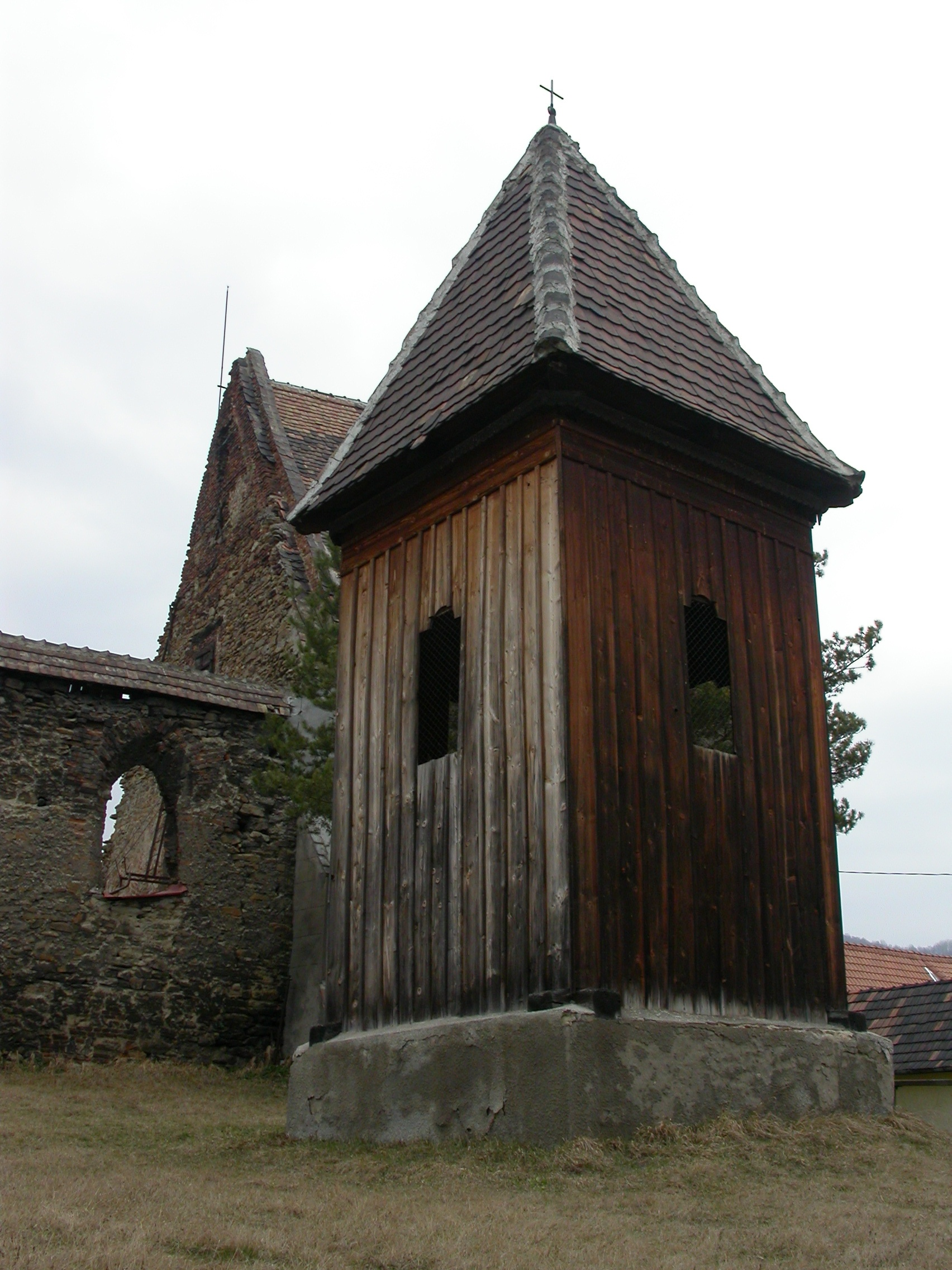
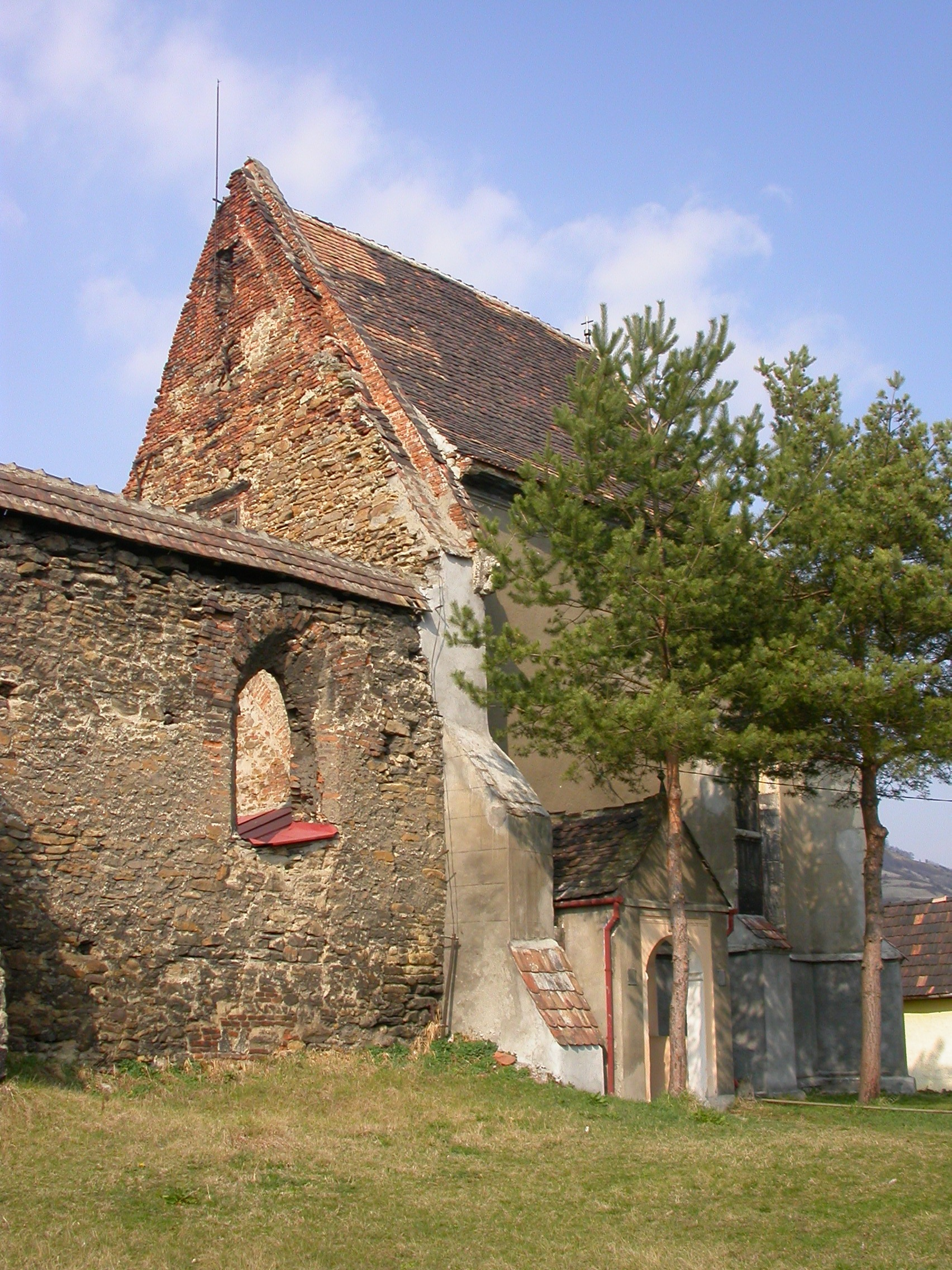
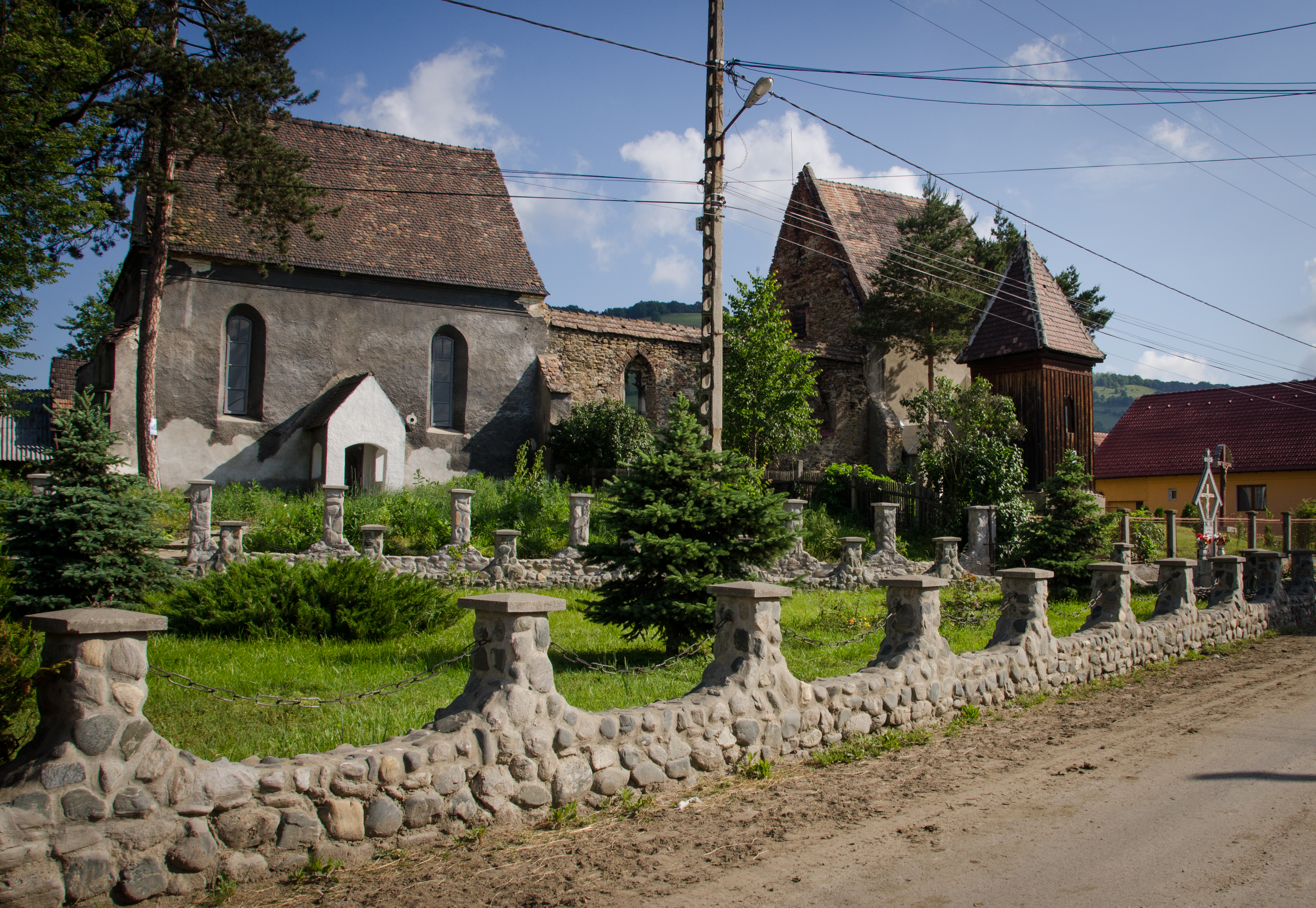